# Ravenshoe
Ravenshoe (qu'il faut prononcer "Ravens-hoe" et non "Raven-shoe") (900 habitants) est la plus haute ville du Queensland en Australie. Elle a la plus haute gare et les plus larges chutes (les chutes "Millstream" font 20 m de haut sur 60 m de large) du pays. Elle possède un très important parc d'éoliennes: le "Windy Hill Wind Farm".
Située à 133 km au sud-ouest de Cairns par la "Gillies Highway" et à 920 m d'altitude sur le plateau Atherton, la ville bénéficie d'un climat tempéré, dépassant rarement les 26 °C, ce qui en fait un lieu de villégiature apprécié des habitants de la côte.
La ville fut fondée aux environs de 1800 par John Moffat pour être un centre d'exploitation du bois de construction nécessaire pour les colons qui venaient extraire le fer à Herberton et Irvinebank. En 1881 furent découvertes d'importantes réserves de cèdres australiens ("Toona australis") et la ville continua son expansion. La ville de Cairns doit son développement au fait qu'elle servait de point d'embarquement du minerai de fer et accessoirement du bois de Ravenshoe.
Dans les années 1980, des conflits opposèrent les écologistes aux bûcherons de la région et en septembre 1987 900 000 hectares de forêt furent classées au Patrimoine Mondial de l'Humanité et l'exploitation du bois fut arrêtée (160 000 hectares avaient été déboisés).
La ville dut se reconvertir.
À l'heure actuelle, l'économie de la ville est basée sur le tourisme (avec une forêt équatoriale abritant des chutes d'eau, des lacs, une flore et une faune (340 espèces d'oiseaux, ornithorynques, 12 espèces d'opossums, 8 espèces de kangourous, des bandicoots très variées), et sur l'élevage bovin pour la viande et le lait.